# 4521 Akimov
A 4521 Akimov (ideiglenes jelöléssel 1979 FU2) a Naprendszer kisbolygóövében található aszteroida. Nyikolaj Sztyepanovics Csernih fedezte fel 1979. március 29-én.